# Сулейменова, Жулдыз Досбергеновна
Жулдыз Досбергеновна Сулейменова (каз. Жұлдыз Досбергенқызы Сүлейменова; род. 25 августа 1983 года) — казахстанский политический деятель, депутат мажилиса парламента Казахстана VII-VIII созывов (с 2021 года).

## Биография
Окончила в 2004 году бакалавриат Казахского национального университета имени аль-Фараби (КазНУ) по специальности «История», в 2008 году — магистратуру КазНУ по специальности «Философия и политология», в 2011 году — докторантуру КазНУ по специальности «Философия и политология». В 2012 году получила степень доктора философии (PhD) по специальности «Культурология».
С 2000 по 2004 годы — председатель студенческого самоуправления Казахского национального университета имени аль-Фараби.
С 2004 по 2006 годы — преподаватель кафедры социально-гуманитарных дисциплин, председатель комитета по делам молодёжи Актюбинского института Алматинской академии экономики и статистики.
С 2006 по 2007 годы — консультант по делам молодёжи Актюбинской области филиала Республиканской политической партии «Отан», заместитель председателя республиканского совета Молодёжного крыла «Жас Отан».
С 2007 по 2008 годы — учитель истории и права многопрофильной гимназии № 159 имени Ы. Алтынсарина (Алматы).
С 2010 по 2011 годы — заместитель проректора по учебно-воспитательной работе, председатель молодёжной администрации Казахского национального аграрного университета.
2011 год — декан по работе со студентами Международной академии бизнеса.
С 2011 по 2012 годы — главный учёный секретарь Казахского государственного женского педагогического университета.
С 2012 по 2014 годы — старший менеджер департамента образовательной политики и программ автономной организации образования «Назарбаев Интеллектуальные школы».
С 2014 по 2017 годы — заместитель директора департамента по образовательной политики и программ «Назарбаев Интеллектуальных школ».
С 2017 по 2019 годы — директор департамента по развитию «Назарбаев Интеллектуальных школ».
С 2019 по 2021 годы — директор «Назарбаев Интеллектуальной школы» физико-математического направления Алматы.
С 15 января 2021 года по 19 января 2023 года — депутат мажилиса парламента Казахстана VII созыва, избрана по партийному списку партии «Нур Отан», член комитета по социально-культурному развитию, член фракции партии «Нур Отан». В июне 2022 года вошла в состав Национального курултая при президенте Республики Казахстан.
С 29 марта 2023 года — депутат Мажилиса Парламента Республики Казахстан VIII созыва по партийному списку партии «Аманат».

## Награды
- 2005 — Благодарственное письмо Первого Президента Республики Казахстан;
- 2006 — Премия «Жастар» Конгресс Молодежи Республики Казахстан;
- 2015 — Почётная грамота Председателя Правления «За вклад в развитие Назарбаев Интеллектуалых школ»;
- 2015 — Почётная грамота МОН РК;
- 2019 — Медаль имени «Ыбырай Алтынсарин» от МОН РК;
- 2021 (2 декабря) — Указом президента Республики Казахстан награждена орденом «Курмет»;
- 2021 (2 декабря) — Указом президента Республики Казахстан награждена юбилейной медалью «30 лет независимости Республики Казахстан»;